# Sphaerellothecium contextum
Sphaerellothecium contextum är en lavart som beskrevs av Dagmar Triebel. 
Sphaerellothecium contextum ingår i släktet Sphaerellothecium och familjen Mycosphaerellaceae. Arten är reproducerande i Sverige.